# Каласевское сельское поселение
Каласевское се́льское поселе́ние — муниципальное образование в Ардатовском районе Мордовии Российской Федерации.
Административный центр — село Каласево.

## История
Статус и границы сельского поселения установлены Законом Республики Мордовия от 28 декабря 2004 года № 115-З «Об установлении границ муниципальных образований Ардатовского муниципального района, Ардатовского муниципального района и наделении их статусом сельского поселения, городского поселения и муниципального района».
Законом от 19 мая 2020 года, в июне 2020 года в Каласевское сельское поселение и одноимённый ему сельсовет были включены все населённые пункты упразднённого Манадышского-2 сельского поселения и одноимённого ему сельсовета.

## Население
| 2002 | 2010 | 2012 | 2013 | 2014 | 2015 | 2016 |
| ---- | ---- | ---- | ---- | ---- | ---- | ---- |
| 698  | ↘537 | ↘503 | ↘484 | ↘462 | ↘446 | ↘425 |
| 2017 | 2018 | 2019 | 2020 | 2021 |      |      |
| ↘401 | ↘391 | ↘371 | ↘365 | ↗844 |      |      |

## Состав сельского поселения
| № | Населённый пункт | Тип населённого пункта | Население |
| - | ---------------- | ---------------------- | --------- |
| 1 | Каласево         | село                   | ↘320      |
| 2 | Канаклейка       | деревня                | ↘217      |
| 3 | Луньга           | село                   | ↘250      |
| 4 | Манадыши Вторые  | село                   | ↘251      |
| 5 | Суродеевка       | деревня                | ↘168      |